# CAM ladja
CAM ladja (ang. Catapult Aircraft Merchant ship) so bile britanske trgovske ladje iz 2. svetovne vojne, ki so bile opremljene s katapultom za letala. 
Uporabljale so se do prihoda spremljevalnih letalonosilk. CAM ladja je s pomočjo raketnega katapulta izstrelila lovca Hawker Hurricane, znan tudi kot "Hurricat" ali "Catafighter". Namenjeni so bili prestrezanju Focke-Wulf Fw 200 Kondor. CAM ladje so sicer prevažale tudi tovor.

## Bibliografij
- Barker, Ralph (1978). The Hurricats. London: Pelham Books. ISBN 0-7207-0994-6.
- Hague, Arnold (2000). The Allied Convoy System 1939-1945. Naval Institute Press. ISBN 1-55750-019-3.
- Mitchell, W H, and Sawyer, L A (1990). The Empire Ships. London, New York, Hamburg, Hongkong: Lloyd's of London Press Ltd. ISBN 1-85044-275-4.
- Wise, James E. Jr. (1974). »Catapult Off - Parachute Back«. United States Naval Institute Proceedings.